# تصفيات كأس الأمم الإفريقية 2017 المجموعة ر
المجموعة ر من مسابقة تصفيات كأس الأمم الأفريقية لكرة القدم 2017 كانت واحدة من المجموعات الـ13 لتحديد الفرق التي تتأهل إلى نهائيات مسابقة كأس الأمم الأفريقية لكرة القدم 2017. تألفت المجموعة من أربعة فرق: زامبيا، الكونغو، كينيا، و‌غينيا بيساو.
لعبت الفرق ضد بعضها البعض ذهاباً وإياباً بنظام التحدي، بين يونيو 2015 وسبتمبر 2016.
الفائزة بالمجموعة، غينيا بيساو، تأهلت إلى كأس الأمم الأفريقية لكرة القدم 2017.

## الترتيب
| م | الفريق      | لعب | ف | ت | خ | أ.له | أ.ع | أ.ف | نقاط | التأهل            |     |     |     |     |     |
| - | ----------- | --- | - | - | - | ---- | --- | --- | ---- | ----------------- | --- | --- | --- | --- | --- |
| 1 | غينيا بيساو | 6   | 3 | 1 | 2 | 7    | 7   | 0   | 10   | المسابقة النهائية |     | —   | 2–4 | 3–2 | 1–0 |
| 2 | الكونغو     | 6   | 2 | 3 | 1 | 9    | 7   | +2  | 9    |                   |     | 1–0 | —   | 1–1 | 1–1 |
| 3 | زامبيا      | 6   | 1 | 4 | 1 | 7    | 7   | 0   | 7    |                   | 0–0 | 1–1 | —   | 1–1 |     |
| 4 | كينيا       | 6   | 1 | 2 | 3 | 5    | 7   | −2  | 5    |                   | 0–1 | 2–1 | 1–2 | —   |     |

## المباريات
| زامبيا | 0–0   | غينيا بيساو |
| ------ | ----- | ----------- |
|        | تقرير |             |

| الكونغو              | 1–1   | كينيا    |
| -------------------- | ----- | -------- |
| أونيانغي 35' (ركلة.) | تقرير | ويري 10' |

| غينيا بيساو               | 2–4   | الكونغو                 |
| ------------------------- | ----- | ----------------------- |
| زيزينيو 63' · إريدسون 80' | تقرير | دوري 28'، 31'، 61'، 64' |

| كينيا       | 1–2   | زامبيا                    |
| ----------- | ----- | ------------------------- |
| أولونغا 13' | تقرير | كالينغو 28' · مبيسوما 42' |

| غينيا بيساو | 1–0   | كينيا |
| ----------- | ----- | ----- |
| كامارا 18'  | تقرير |       |

| زامبيا      | 1–1   | الكونغو     |
| ----------- | ----- | ----------- |
| كالينغو 60' | تقرير | ماسينغو 75' |

| كينيا | 0–1   | غينيا بيساو |
| ----- | ----- | ----------- |
|       | تقرير | سيسيرو 81'  |

| الكونغو     | 1–1   | زامبيا      |
| ----------- | ----- | ----------- |
| ماسينغو 47' | تقرير | كالينغو 72' |

| غينيا بيساو                                 | 3–2   | زامبيا                    |
| ------------------------------------------- | ----- | ------------------------- |
| زيزينيو 14' (ركلة.) · ميندي 36' · سيلفا 90' | تقرير | مبيسوما 26' · كاتونغو 52' |

| كينيا                   | 2–1   | الكونغو              |
| ----------------------- | ----- | -------------------- |
| ماسيكا 23' · جوهانا 66' | تقرير | أونيانغي 18' (ركلة.) |

| زامبيا     | 1–1   | كينيا      |
| ---------- | ----- | ---------- |
| كالابا 87' | تقرير | ماسيكا 64' |

| الكونغو  | 1–0   | غينيا بيساو |
| -------- | ----- | ----------- |
| دوري 74' | تقرير |             |

## مسجلو الأهداف
5 أهداف
- فيريبوري دوري

3 أهداف
- وينستون كالينغو

هدفين
- جوردان ماسينغو
- برينس أونيانغي
- زيزينيو
- أيوب ماسيكا
- كولينز مبيسوما

هدف واحد
- إدريسا كامارا
- سيسيرو
- إريدسون
- فريديريك ميندي
- توني سيلفا
- إريك جوهانا
- مايكل أولونغا
- بول ويري
- رينفورد كالابا
- كريستوفر كاتونغو

## روابط خارجية
- Orange Africa Cup Of Nations Qualifiers 2017, CAFonline.com